# Axl Leskoschek
Axl Leskoschek (ursprünglich Albert von Leskoschek; * 3. September 1889 in Graz, Österreich-Ungarn; † 12. Februar 1976 in Wien) war ein österreichischer Maler, Grafiker und Illustrator.

## Leben und Wirken
Der Sohn eines Feldmarschallleutnants studierte Jus (Doktorat 1917), war Fliegerleutnant im Ersten Weltkrieg und kehrte schwer verwundet heim. Nach dem Krieg studierte er an der Landes-Kunstschule in Graz bei Alfred Schrötter und zwischen 1921 und 1923 setzte er sein Studium bei Alfred Cossmann (1870–1951) an der Graphischen Lehr- und Versuchsanstalt in Wien fort.
Der links orientierte Leskoschek war bis 1934 als Kulturredakteur für die sozialdemokratische Tageszeitung „Arbeiterwille“ tätig. Auch trat er seit 1920 als Buchillustrator hervor. So schuf er Holzschnitte für zwei Bände der bekannten Insel-Bücherei: Märchen und Legenden aus den Gesta Romanorum (IB 388, 1926) und Humoresken und Satiren von Franz von Gaudy (IB 460/2, 1967). Leskoschek war einer der Mitbegründer des Werkbunds „Freiland“ (1919) und der Sezession (1923) in Graz. Für sein graphisches Werk erhielt er 1925 den Österreichischen Staatspreis.
Als Teilnehmer des Februaraufstandes war Leskoschek 1934, 1935 und 1936 mehrmals in Haft. Gemeinsam mit seinem Freund Herbert Eichholzer floh der 1934 zur KPÖ übergewechselte Leskoschek am 12. März 1938 aus Österreich. Über eine kirchliche Hilfsorganisation konnte der Künstler nach Brasilien ausreisen, wo er 1941 bis 1948 lebte und als Professor an der Escola Nacional de Belas Artes in Rio de Janeiro tätig war.
In der von Herbert Eichholzer erbauten Villa Albrecher-Leskoschek in Graz, Hilmteichstraße 24, befand sich das Wandgemälde "Allegorie der Freunde" von Leskoschek. Das Wandgemälde stammte aus dem Jahr 1937 und richtete sich inhaltlich gegen den aufkommenden Nationalsozialismus und seine Folgen. Es zeugte von einer surrealistischen und zugleich allegorisch-verschlüsselten Malweise, in der Leskoschek seinen malerischen Höhepunkt erreicht.
Leskoschek kehrte 1948 nach Österreich zurück, hatte aber unter der Ausgrenzung der Kommunisten nach den Oktoberstreiks 1950 zu leiden.
1971 kam es zu einer größeren Ausstellung in Graz, 1974 in Wien. Eine zu Leskoscheks 100. Geburtstag 1989 geplante Ausstellung wurde abgesagt.
Leskoschek diente als Vorbild für die Figur des Albert Trebla (bzw. Albert von ***) in Ulrichs Becher Roman „Die Murmeljagd“.

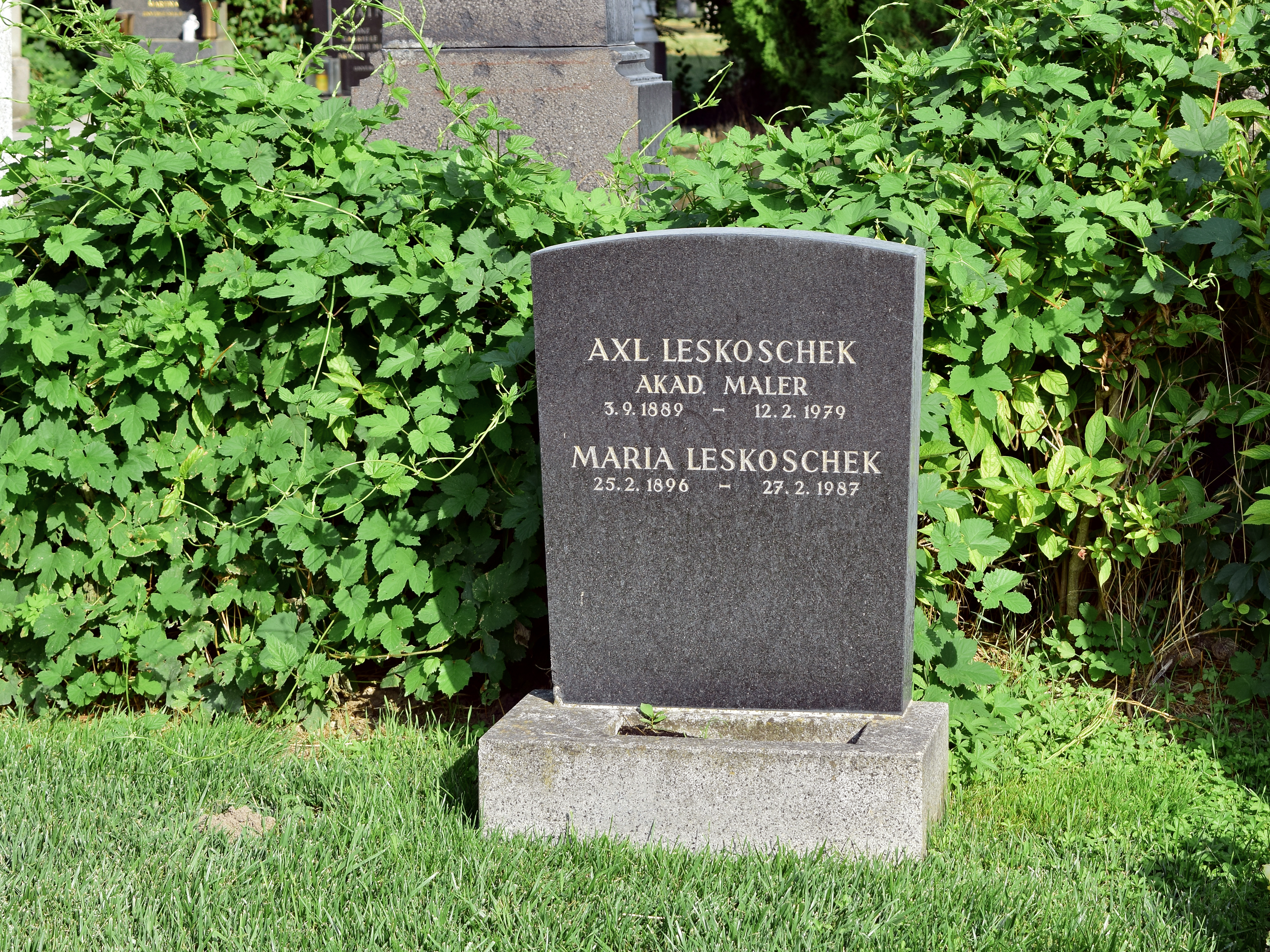
Grabstätte

Leskoschek ist auf dem Wiener Zentralfriedhof in der Ehrengrabgruppe bestattet.

## Auszeichnungen
- 1925 Österreichischer Staatspreis für Grafik
- 1968 Preis der Stadt Wien für Bildende Kunst

## Würdigung
Zum Haus Albrecher-Leskoschek, Hilmteichstraße 24 (am Gelände des Landeskrankenhauses, 2017 abgerissen), als Gesamtkunstwerk – mit einem monumentalen Wandbild von Axl Leskoschek – geplant von Herbert Eichholzer erschien ein architekturhistorisches Buch von Heimo Halbrainer et al. Vor dem bald zu erwartenden Abriss des Hauses wurde am 5. Juni 2016 ein "improvisiertes Abschiedsfest – Open House" im Rahmen der Architekturtage 2016 abgehalten.